# 莫尔讷河畔马西伊
莫尔讷河畔马西伊（法語：Marcilly-sur-Maulne）是法国安德尔-卢瓦尔省的一个市镇，位于该省西北部，属于图尔区（Tours）。该市镇总面积14.6平方公里，2009年时的人口为226人。

## 人口
莫尔讷河畔马西伊人口变化图示